# Joachim Ludwig von Schwartzenau
Freiherr Joachim Ludwig von Schwartzenau, auch Schwarzenau oder Strein von Schwarzenau (* 26. August 1713 in Darmstadt; † 16. Dezember 1787 in Regensburg), war von 1740 bis zu seiner Suspendierung 1756 Hessen-Darmstädtischer und ab 1766 preußischer Wirklicher Geheimer Rat, Diplomat und bevollmächtigter Minister am Immerwährenden Reichstag in Regensburg.

## Leben

### Herkunft

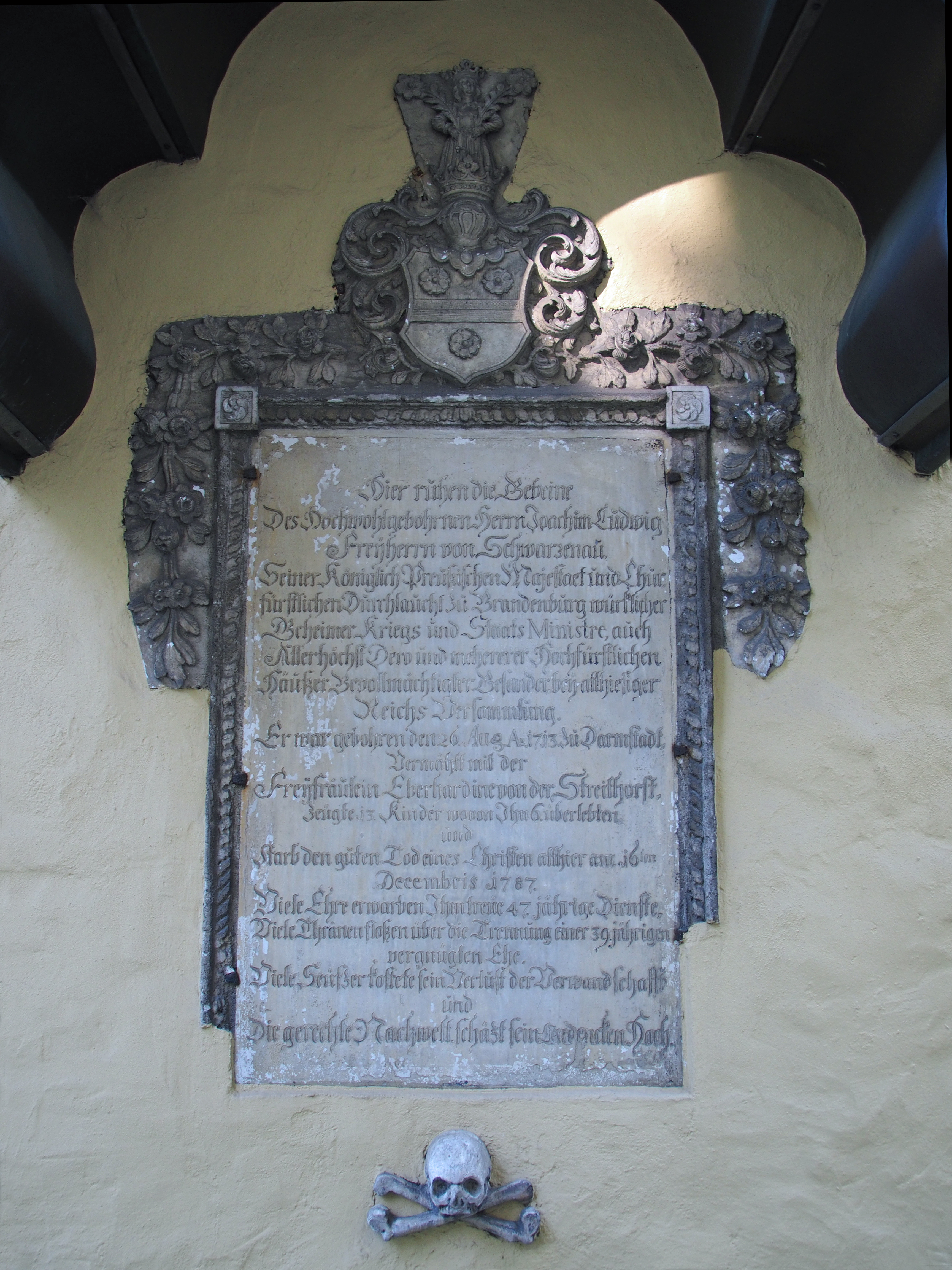
Epitaph auf dem Gesandtenfriedhof in Regensburg

Joachim Ludwig Strein von Schwarzenau war Angehöriger des ursprünglich niederösterreichischen Adelsgeschlechts derer von Strein, das nach Annahme des evangelischen Glaubens vertrieben wurde und dann in Hessen-Darmstadt sesshaft wurde. Seine Eltern waren der Hessisch-Darmstädtische Kanzler Kilian Schwarzenau (1687–1764) und Catharina Sibylla geb. Brawe (1691–1722). Seine Ausbildung als Jurist erhielt er nach 1734 durch juristischen Studien an den Universitäten in Gießen und Jena und nach 1736 durch Tätigkeit am Reichskammergericht in Wetzlar. Nach einer Reise durch Frankreich war er ab 1739 als Brandenburgischer Justiz- und Regierungsrat tätig und später als Wirklicher Hof- und Regierungsrat und neben vielen weiteren Vertretungen auch im hessischen Staatsdienst als Gesandter am Reichstag in Regensburg. Dort bezog er in der heutigen Roten-Hahnen-Gasse mit seiner Familie eine Wohnung.
Nach 1756 wurde ihm wegen seiner offenkundigen Parteinahme für die von Preußen betriebene Politik das Votum für Hessen-Darmstadt entzogen und in der Folge auch noch weitere Vertretungen. Das brachte ihn und seine Familie in erhebliche finanzielle Schwierigkeiten, denn seine Stimme für Hessen Kassel blieb weiterhin suspendiert wegen der dauerhaften unverhüllten Parteinahme des Gesandten für die preußische Politik. Erst nach 1759 konnte Schwartzenau seine Situation verbessern, denn er erhielt finanzielle Unterstützung von Preußen, wurde sogar offizieller preußischer Gesandter und erhielt zusätzlich noch weitere Vertretungen für Mecklenburg -Strelitz Hessen-Kassel und andere.

### Familie
Schwartzenau heiratete 1750 mit Eberhardine von der Streithorst (1726–1805), eine Tochter des schwäbischen Generalmajors Friedrich Hermann von der Streithorst (1680–1735). Aus der Ehe sind nach Aussage der noch heute gut lesbaren deutschen Inschrift auf der Inschriftentafel seines Epitaphs 13 Kinder hervorgegangen, von denen ihn aber nur sechs Kinder überlebten, drei Töchter und drei Söhne, darunter:
- Auguste Johanne Luise (1750–1827), Stiftsdame im St. Walburgis zu Soest
- Carl Ludwig Friedrich (1751–1820), hessischer Gesandter, ⚭ Freiin Sophie Augusta Johanette von Wallbrunn (* 12. Dezember 1751; † 17. Februar 1813)
- Friedrich (1761–1826), preußischer Oberst, ⚭ Karoline von Britzke

Der Trauerzug beim Begräbnis des Gesandten Joachim Ludwig von Schwarzenau mit mehreren Kutschen und Amtsdienern führte durch mehrere Straßen der Altstadt von Regensburg zum Gesandtenfriedhof bei der Dreieinigkeitskirche (Regensburg). Nach dem Tod des Gesandten blieb seine Ehefrau in Regensburg wohnhaft und wurde nach ihrem Tod im Jahr 1805 in der Grabstätte ihres Ehemannes begraben, die mit einer in die Wand eingelassenen Epithaphtafel mit noch gut lesbarer deutscher Inschrift geschmückt ist. Dieses Begräbnis war das letzte von mehr als hundert Begräbnissen von Gesandten und ihren Angehörigen auf dem Gesandtenfriedhof. Das Begräbnis wurde nicht mehr in das Begräbnisverzeichnis der Gesandten eingetragen.

### Werdegang
Schwartzenau studierte 1730 in Gießen, diente 1734 bei der Kreisarmee und setzte dann sein Studium in Jena fort. Im Jahr war er 1736 Praktikant am Reichskammergericht in Wetzlar und wurde 1739 Wirklicher Justizrat im Fürstentum Ansbach. Bereits 1740 wurde er mit der hessen-darmstädtischen Comitialstimme am Immerwährenden Reichstag in Regensburg betraut. Er war 1744 hessischer Geheimer Appellations- und Regierungsrat auf dem Reichstag in Frankfurt am Main. Bis 1756 führte er am Reichstag in Regensburg auch die Stimmen Baden-Durlachs, Sachsen-Weimars und Holstein-Gottorps und avancierte 1762 zum badischen Geheimen Rat und Wirklichen Minister.
Im Jahr 1756 wurde Schwarzenau wegen unverhüllter Parteiname für die Politik Preußens das Votum für Hessen-Darmstadt, Sachsen-Weimar und Holstein Gottorp entzogen. Er blieb aber auf Veranlassung seines Vaters, des Kanzlers von Hessen-Darmstadt, mit einem Gehalt von 2000 Talern im Dienst von Hessen-Darmstadt und übernahm außerdem die Vertretungen von Hessen-Kassel und Mecklenburg-Strelitz. Ab 1766 wurde er mit dem Charakter eines Geheimen Kriegsrates Gesandter von Kurbrandenburg am Immerwährender Reichstag in Regensburg. 1787 wurde er von König Friedrich Wilhelm II. zum preußischen Wirklichen Geheimen Staats- und Kriegsminister ernannt.
Schon 1768 war er mit den Gütern der abgegangenen von Bicken zu Volpertshausen, Vollnkirchen, Weidenhausen und Herzhausen belehnt worden.

## Werke
- Pro Memoria, 1746.
- Zweytes Hessen-Darmstädtisches Gesandtschaffts-Pro Memoria, 1749 (Digitalisat auf Google Books)
- Drittes Hessen-Darmstädtisches Gesandtschaffts-Pro Memoria, 1749 (Digitalisat auf Google Books)
- Ansehnlicher Vorrath von Thalern und Schaustücken des Landgräflich-Heßischen Gesamthauses, Regensburg 1776 (Digitalisat auf Google Books)
- Geschichtsmäßige Beschreibung der Landgräflich-Heßischen Ganzen und Halben Thaler, wie auch einiger Denck-Münzen, Regensburg 1784 (Digitalisat auf Google Books)